# Axel Stål
Carl Axel Stål, född 24 oktober 1841 i Norrköping, död 18 november 1919 i Vasa församling, Göteborg, var en svensk sånglärare, musikkritiker och chefredaktör.

## Biografi
Stål var son till konsul Conrad Stål och sångerskan Caroline Lithander. Han blev student vid Uppsala universitet 1861, fil. kand. 1870, sånglärare i Göteborg från 1870, musikkritiker i Göteborgs-Posten från 1879 samt dess chefredaktör och ansvarige utgivare 1893–1896.
Den 8 juni 1870 ingick han i Uppsala domkyrka äktenskap med operasångerskan Caroline Lundewall. Paret är gravsatt på Östra kyrkogården i Göteborg.